# Wharncliffe Side
Wharncliffe Side är en by i distriktet Sheffield i South Yorkshire i England. Byn är belägen 8,7 km 
från Sheffield. Orten har 1 337 invånare (2015).